# Torre de San Julián (Malta)

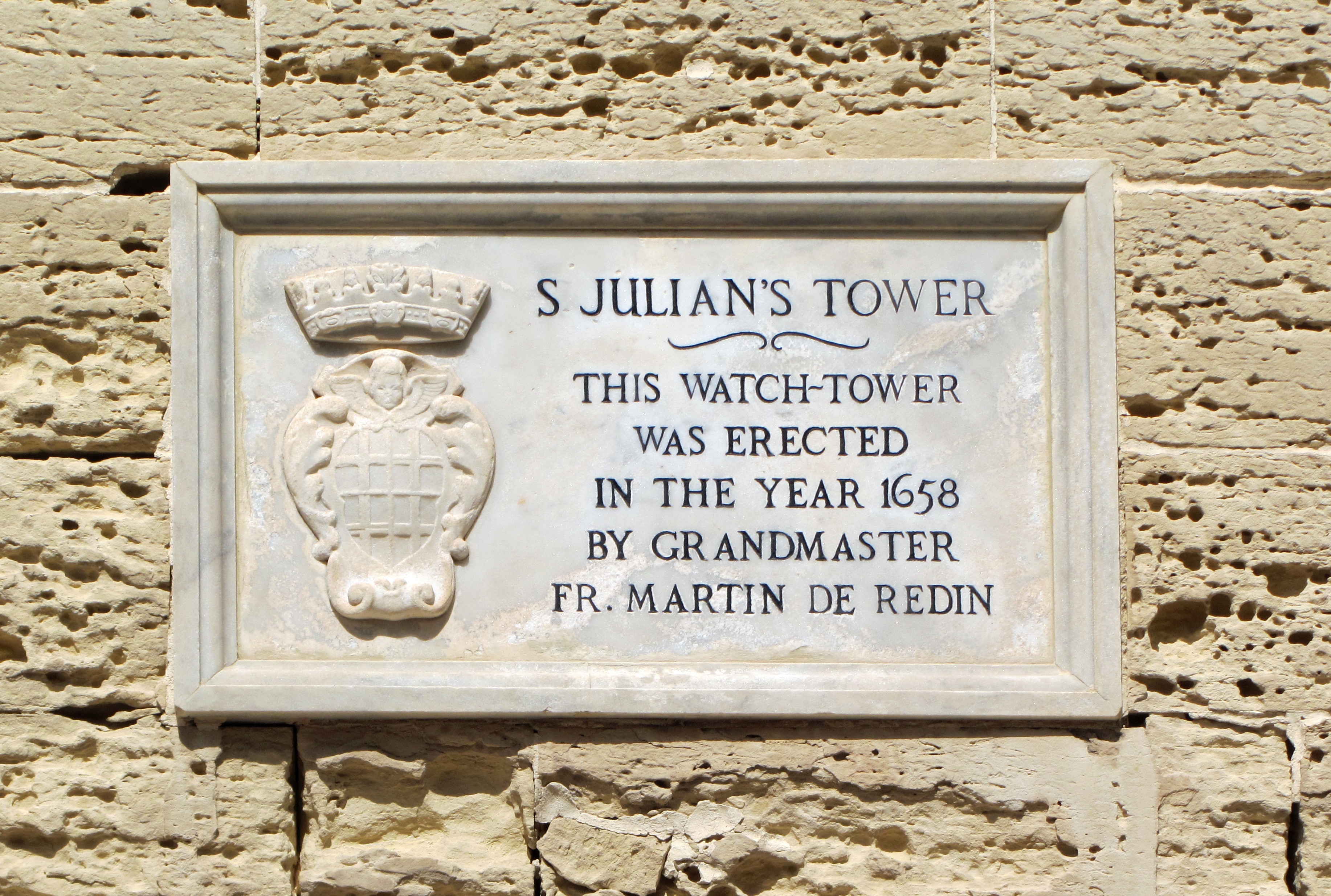
Placa en la torre de San Julián donde se lee en inglés:
«This watch-tower was erected in the year 1658 by Grandmaster Fr. Martin de Redin». En español: «Esta atalaya fue levantada en el año 1658 por el Gran Maestre Fr. Martín de Redín».

Torre de San Julián (en maltés: Torri ta' San Ġiljan), originalmente conocida como Torre di San Giuliano y también conocida como Torre Sliema (en maltés: Torri tas-Sliema), es una pequeña torre de vigilancia en Sliema, Malta. Se completó en 1658 como la quinta de las torres de Redín. Una batería de artillería fue construida alrededor de la torre en 1715. Hoy, la torre y los restos de la batería son un restaurante. 

## Historia
La torre de San Julián fue construida en 1658 para proteger la bahía de San Julián. Sigue el diseño estándar de las torres de Redín, que tienen una planta cuadrado con dos pisos y una torreta en el techo. Tiene la Torre de San Jorge, en su visual hacia el oeste, y la capital Valletta, hacia el este. 
En 1715, se construyó una batería de artillería semicircular alrededor del lado de la torre hacia el mar. Parte de la batería tenía un parapeto con cuatro troneras, y el resto del parapeto estaba en barbette. Una pared libre y un redan perforado con lagunas de mosquetería cerraban el frente terrestre de la torre, que también estaba protegido por una zanja excavada en una roca poco profunda. 

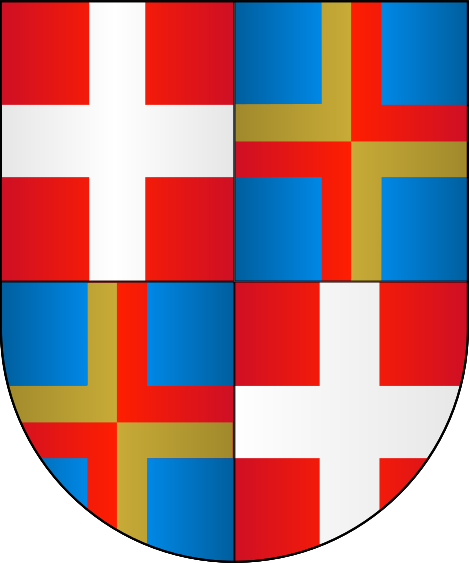
Escudo de armas de Martín de Redín y Cruzat

En 1798, durante el levantamiento maltés contra los franceses, los insurgentes liderados por Vincenzo Borg capturaron la Torre y la Batería de San Julián. Más tarde, durante el bloqueo, las armas de la batería fueron transferidas a otras fortificaciones insurgentes, como las Baterías Corradino, para bombardear a los franceses en La Valeta.
La torre dio su nombre a Tower Road, hoy uno de los paseos marítimos más populares de Malta.
En 1951, el Gobierno de Malta colocó una placa de mármol en la torre con el escudo de armas del Gran Maestre Martín de Redín que la construyó.

## Actualmente
Hoy, la torre está intacta y en buen estado. A la batería le falta su frente terrestre y su bastión, que han sido reemplazados por un paseo marítimo. Además, el parapeto con troneras ha sido demolido y reemplazado por un muro bajo. 
La torre y la batería se usan actualmente como restaurante, conocido como el restaurante It-Torri.